# 이상천 (1961년)
이상천(李相千, 1961년 5월 1일 ~ , 충청북도 제천시)은 대한민국의 정치인이다. 제18대 충청북도 제천시장을 역임했다.

## 학력
- 1968 ~ 1974 제천동명국민학교 졸업
- 1974 ~ 1977 대제중학교 졸업
- 1977 ~ 1980 제천고등학교 졸업
- 1981 ~ 1989 한양대학교 독어독문학 학사
- 2017 ~ 세명대학교 대학원 재학

## 경력
- 1998.12: 제천시청
- 2007.01 ~ 2009.01: 제천시청 미래경영본부 축제영상팀 팀장
- 2009.01 ~ 2010.12: 오송바이오진흥재단 파견
- 2011.01 ~ 2013.01: 충청북도 제천시 송학면장
- 2013.01 ~ 2013.08: 제천시청 건설환경국 산림공원과장
- 2013.08 ~ 2013.12: 제천시청 안전건설국 산림공원과장
- 2014.01 ~ 2014.07: 제천시청 전략사업단 한방바이오과장
- 2014.07 ~ 2014.12: 제천시청 기획감사담당관
- 2015.01 ~ 2016.06: 제천시청 행정복지국 자치행정과장
- 2016.07 ~ 2017.10: 제천시청 행정복지국장
- 2017.10 ~ 2018.09: 더불어민주당 충북도당 부위원장
- 2018.07 ~ 2022.06: 제18대 민선 7기 충청북도 제천시장
- 2022.10 ~ : 더불어민주당 충청북도당 부위원장

## 역대 선거 결과
|  | 58.66% |

|  | 46.57% |